# 1278 Kenya
1278 Kenya (1933 LA) là một tiểu hành tinh vành đai chính được phát hiện ngày 15 tháng 6 năm 1933 bởi C. Jackson ở Johannesburg (UO).